# Acacia coriacea
Acacia coriacea är en ärtväxtart som beskrevs av Dc. Acacia coriacea ingår i släktet akacior, och familjen ärtväxter.

## Underarter
Arten delas in i följande underarter:
- A. c. coriacea
- A. c. pendens
- A. c. sericophylla